# Jack Noseworthy
Jack Evan Noseworthy Jr. (Lynn, 21 dicembre 1964) è un attore statunitense, noto per i suoi ruoli in Punto di non ritorno, U-571, Barb Wire e Killing Kennedy.

## Biografia
Noseworthy ha conseguito la laurea in Belle Arti al Boston Conservatory, nel 1987. Apparve nel video musicale di Always di Bon Jovi con Carla Gugino e Keri Russell. Ha lavorato con Meryl Streep nella produzione del Public Theater del 2006 di Madre Coraggio e i suoi figli. Nel 2013 ha interpretato il procuratore generale Robert F. Kennedy in Killing Kennedy, un film TV andato in onda per la prima volta sul National Geographic.
È legato sentimentalmente al coreografo Sergio Trujillo dal 1990; si sono sposati nel 2011. Nel 2018 hanno adottato un figlio.

## Filmografia

### Cinema
- Il mio amico scongelato (Encino Man), regia di Les Mayfield (1992)
- Alive - Sopravvissuti (Alive), regia di Frank Marshall (1993)
- Desert Moon (Mojave Moon), regia di Kevin Dowling (1996)
- Barb Wire, regia di David Hogan (1996)
- Effetto black out (The Trigger Effect), regia di David Koepp (1996)
- Punto di non ritorno (Event Horizon), regia di Paul W. S. Anderson (1997)
- Breakdown - La trappola (Breakdown), regia di Jonathan Mostow (1997)
- Giovani diavoli (Idle Hands), regia di Rodman Flender (1999)
- U-571, regia di Jonathan Mostow (2000)
- A morte Hollywood (Cecil B. DeMented), regia di John Waters (2000)
- Undercover Brother, regia di Malcolm D. Lee (2002)
- L'amore si fa largo (Phat Girlz), regia di Nnegest Likké (2006)
- Dennis - La minaccia di Natale (A Dennis the Menace Christmas), regia di Ron Oliver (2007)
- Il mondo dei replicanti (Surrogates), regia di Jonathan Mostow (2009)
- Tio Papi, regia di Fro Rojas (2013)
- L'infermiera assassina (The Nurse), regia di Sam Irvin (2014)
- Needlestick, regia di Steven Karageanes (2017)
- Ray Meets Helen, regia di Alan Rudolph (2017)

## Doppiatori italiani
- Vittorio De Angelis in Barb Wire, Punto di non ritorno
- Fabio Boccanera in Breakdown - La trappola
- Riccardo Rossi in Giovani diavoli
- Francesco Meoni in U-571
- Felice Invernici in Undercover Brother
- Oreste Baldini in Dennis - La minaccia di Natale
- Stefano Crescentini in Il mondo dei replicanti